# Rock of Cashel
Rock of Cashel är en ruin och en kulle i republiken Irland. Den ligger i provinsen Munster, i den centrala delen av landet, 140 km sydväst om huvudstaden Dublin. Toppen på Rock of Cashel är 110 meter över havet.
Runt Rock of Cashel är det ganska glesbefolkat, med 21 invånare per kvadratkilometer. Närmaste större samhälle är Cahir, 16 km söder om Rock of Cashel. Trakten runt Rock of Cashel består i huvudsak av gräsmarker.